# Euchalinus pugnatus
Euchalinus pugnatus är en stekelart som först beskrevs av Cameron 1907.  Euchalinus pugnatus ingår i släktet Euchalinus och familjen brokparasitsteklar. Inga underarter finns listade i Catalogue of Life.